# Vicky López
Victoria López Serrano Felix, meglio conosciuta come Vicky López (Madrid, 26 luglio 2006), è una calciatrice spagnola, centrocampista del Barcellona e della nazionale spagnola.
Nel 2024 vince il premio Golden Girl in qualità di miglior calciatrice europea Under-21.

## Biografia
Vicky López nasce il 26 luglio 2006 nel quartiere Vallecas della città di Madrid da madre nigeriana e padre spagnolo. Ha un fratello maggiore, con cui spesso giocava a calcio durante la sua infanzia, e successivamente si è iscritta a squadre di calcio femminili. La prima esperienza calcistica arriva all'età di sette anni quando gioca la sua prima partita nello Sport Villa de Vallecas, società sportiva della sua città. Dopo alcuni mesi, però, il padre le proibisce di continuare a praticare il calcio, perché ciò aveva avuto un impatto negativo sull'andamento scolastico e sulle relazioni con il fratello. Costretta a lasciare il calcio per sei mesi, come deciso da sua padre, comincia a praticare l'equitazione. Dopo questa parentesi frequenta un camp estivo organizzato dal Rayo Vallecano, dove la calciatrice Paloma Lázaro prova a convincerla a unirsi alle giovanili del club. Invece, entra nelle giovanili del Madrid CFF. Nel 2018, quando López aveva 11 anni, la madre muore a causa di un tumore cerebrale. Poiché nell'ultimo periodo di vita la madre trascorreva molto tempo in ospedale e il padre doveva occuparsene, il presidente del Madrid CFF e alcuni membri del club accompagnarono e riportarono a casa López dagli allenamenti. Per ricordare la madre, spesso esulta con entrambi gli indici rivolti verso il cielo.

## Carriera

### Club

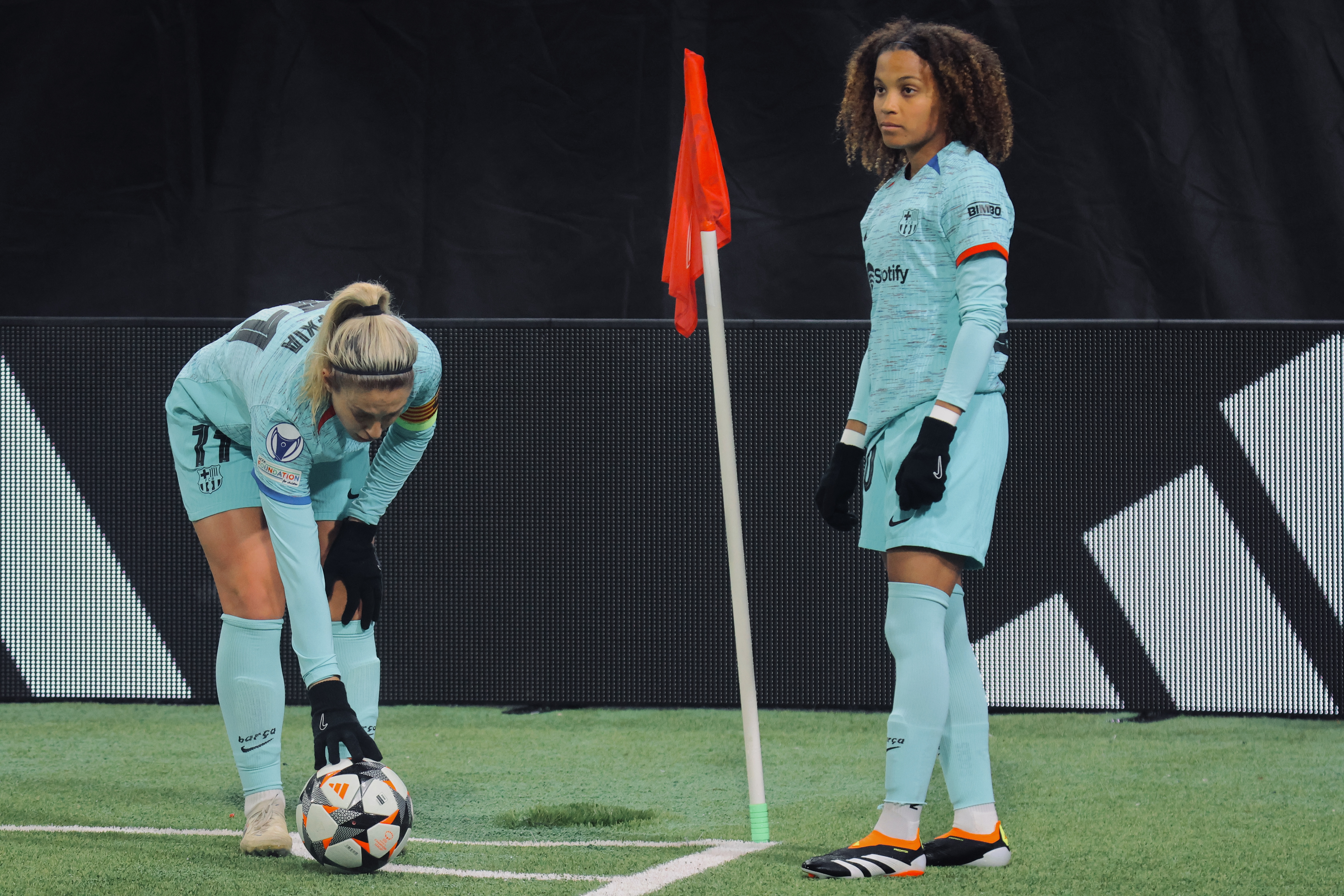
López (a destra) con il in Women's Champions League contro il.

Cresciuta nelle giovanili del Madrid CFF, debutta in prima squadra il 5 settembre 2021, disputando 17 minuti contro l'Athletic Bilbao. A soli 15 anni diventa la più giovane esordiente nella storia della Liga F.
Il 16 luglio 2022 firma un contratto quinquennale con il Barcellona, facendo inizialmente parte della squadra B e ottenendo qualche convocazione in prima squadra. Esordisce in prima squadra il 17 settembre 2022, in una partita contro il Granadilla Tenerife vinta 2-0: a 16 anni e 49 giorni diventa la più giovane debuttante nella storia del club catalano. A novembre arriva un altro record, diventando la più giovane tra calciatori e calciatrici a disputare il Clásico. Il 21 dicembre diventa la più giovane giocatrice del Barcellona a disputare la Women's Champions League, e il 25 gennaio 2023 la più giovane a segnare in maglia blaugrana, nel successo per 7-0 contro il Levante Badalona. 
Nella stagione 2023-2024 diventa la prima calciatrice a segnare nel Clásico, a 17 anni. A ottobre 2023 viene candidata da Tuttosport a ricevere il premio European Golden Girl.
Il 21 novembre 2024 segna il suo primo gol in Champions League, portando sullo 0-3 al 31' l'incontro poi vinto dalle catalane contro il St. Pölten per 1-4.

### Nazionale
Con la Spagna under 17 partecipa a diverse competizioni, Tra i quali gli Europei di Bosnia ed Erzegovina 2022 ed Estonia 2023 e il Mondiale di India 2022, quest'ultimo vinto dalla sua nazionale.
In nazionale maggiore esordisce nella UEFA Women's Nations League 2023-2024, all'età di 17 anni. Ottiene la sua prima presenza nella semifinale del torneo, sostituendo Jennifer Hermoso contro i Paesi Bassi, diventando la più giovane esordiente nella storia della Spagna.
Il 29 novembre 2024 segna i suoi primi due gol con gli iberici, nella vittoria per 5-0 contro la Corea del Sud in amichevole.

## Statistiche

### Presenze e reti nei club
Statistiche aggiornate al 7 giugno 2025.
| Stagione          | Squadra           | Campionato        | Campionato | Campionato | Coppe nazionali | Coppe nazionali | Coppe nazionali | Coppe continentali | Coppe continentali | Coppe continentali | Altre coppe | Altre coppe | Altre coppe | Totale | Totale |
| Stagione          | Squadra           | Comp              | Pres       | Reti       | Comp            | Pres            | Reti            | Comp               | Pres               | Reti               | Comp        | Pres        | Reti        | Pres   | Reti   |
| ----------------- | ----------------- | ----------------- | ---------- | ---------- | --------------- | --------------- | --------------- | ------------------ | ------------------ | ------------------ | ----------- | ----------- | ----------- | ------ | ------ |
| 2021-2022         | Madrid CFF        | PD                | 8          | 0          | CR              | 0               | 0               | -                  | -                  | -                  | -           | -           | -           | 8      | 0      |
| 2022-2023         | Barcellona        | PD                | 10         | 2          | CR              | 1               | 0               | UWCL               | 1                  | 0                  | SS          | 0           | 0           | 12     | 2      |
| 2023-2024         | Barcellona        | PD                | 20         | 8          | CR              | 4               | 0               | UWCL               | 8                  | 0                  | SS          | 2           | 0           | 34     | 8      |
| 2024-2025         | Barcellona        | PD                | 25         | 10         | CR              | 3               | 0               | UWCL               | 8                  | 1                  | CC+SS       | 1+1         | 0           | 38     | 11     |
| Totale Barcellona | Totale Barcellona | Totale Barcellona | 55         | 20         | -               | 8               | 0               | -                  | 17                 | 1                  | -           | 4           | 0           | 84     | 21     |
| Totale carriera   | Totale carriera   | Totale carriera   | 63         | 20         | -               | 8               | 0               | -                  | 17                 | 1                  | -           | 4           | 0           | 92     | 21     |

### Cronologia presenze e reti in nazionale
| Cronologia completa delle presenze e delle reti in nazionale ― Spagna | Cronologia completa delle presenze e delle reti in nazionale ― Spagna | Cronologia completa delle presenze e delle reti in nazionale ― Spagna | Cronologia completa delle presenze e delle reti in nazionale ― Spagna | Cronologia completa delle presenze e delle reti in nazionale ― Spagna | Cronologia completa delle presenze e delle reti in nazionale ― Spagna | Cronologia completa delle presenze e delle reti in nazionale ― Spagna | Cronologia completa delle presenze e delle reti in nazionale ― Spagna |
| Data                                                                  | Città                                                                 | In casa                                                               | Risultato                                                             | Ospiti                                                                | Competizione                                                          | Reti                                                                  | Note                                                                  |
| --------------------------------------------------------------------- | --------------------------------------------------------------------- | --------------------------------------------------------------------- | --------------------------------------------------------------------- | --------------------------------------------------------------------- | --------------------------------------------------------------------- | --------------------------------------------------------------------- | --------------------------------------------------------------------- |
| 23-2-2024                                                             | Siviglia                                                              | Spagna                                                                | 3 – 0                                                                 | Paesi Bassi                                                           | UEFA Women's Nations League 2023-2024                                 | -                                                                     | 73’                                                                   |
| 28-2-2024                                                             | Siviglia                                                              | Spagna                                                                | 2 – 0                                                                 | Francia                                                               | UEFA Women's Nations League 2023-2024                                 | -                                                                     | 86’                                                                   |
| 9-4-2024                                                              | Burgos                                                                | Spagna                                                                | 3 – 1                                                                 | Rep. Ceca                                                             | Qual. Euro 2025                                                       | -                                                                     | 61’                                                                   |
| 31-5-2024                                                             | Vejle                                                                 | Danimarca                                                             | 0 – 2                                                                 | Spagna                                                                | Qual. Euro 2025                                                       | -                                                                     | 65’                                                                   |
| 29-10-2024                                                            | Vicenza                                                               | Italia                                                                | 1 – 1                                                                 | Spagna                                                                | Amichevole                                                            | -                                                                     |                                                                       |
| 29-11-2024                                                            | Cartagena                                                             | Spagna                                                                | 5 – 0                                                                 | Corea del Sud                                                         | Amichevole                                                            | 2                                                                     | 53’                                                                   |
| 21-2-2025                                                             | Valencia                                                              | Spagna                                                                | 3 – 2                                                                 | Belgio                                                                | UEFA Women's Nations League 2025 - 1° turno                           | -                                                                     | 60’                                                                   |
| 4-4-2025                                                              | Paços de Ferreira                                                     | Portogallo                                                            | 2 – 4                                                                 | Spagna                                                                | UEFA Women's Nations League 2025 - 1° turno                           | -                                                                     | 70’                                                                   |
| 8-4-2025                                                              | Vigo                                                                  | Spagna                                                                | 7 – 1                                                                 | Portogallo                                                            | UEFA Women's Nations League 2025 - 1° turno                           | -                                                                     | 62’                                                                   |
| 27-6-2025                                                             | Leganés                                                               | Spagna                                                                | 3 – 1                                                                 | Giappone                                                              | Amichevole                                                            | 1                                                                     | 67’                                                                   |
| 3-7-2025                                                              | Berna                                                                 | Spagna                                                                | 5 – 0                                                                 | Portogallo                                                            | Euro 2025 - 1° turno                                                  | 1                                                                     | 81’                                                                   |
| 7-7-2025                                                              | Thun                                                                  | Spagna                                                                | 6 – 2                                                                 | Belgio                                                                | Euro 2025 - 1° turno                                                  | -                                                                     | 46’                                                                   |
| 11-7-2025                                                             | Berna                                                                 | Italia                                                                | 1 – 3                                                                 | Spagna                                                                | Euro 2025 - 1° turno                                                  | -                                                                     | 58’                                                                   |
| 18-7-2025                                                             | Berna                                                                 | Spagna                                                                | 2 – 0                                                                 | Svizzera                                                              | Euro 2025 - Quarti di finale                                          | -                                                                     | 77’                                                                   |
| 27-7-2025                                                             | Basilea                                                               | Inghilterra                                                           | 1 – 1 dts (3 - 1 dtr)                                                 | Spagna                                                                | Euro 2025 - Finale                                                    | -                                                                     | 89’                                                                   |
| Totale                                                                |                                                                       | Presenze                                                              | 15                                                                    |                                                                       | Reti                                                                  | 4                                                                     |                                                                       |

## Palmarès

### Club

#### Competizioni giovanili
- Primera Federación Femenina: 2

Barcellona B: 2022-2023, 2023-2024

#### Competizioni nazionali
- Campionato spagnolo: 2

Barcellona: 2023-2024, 2024-2025
- Coppa della Regina: 2

Barcellona: 2023-2024, 2024-2025
- Supercoppa spagnola: 3

Barcellona: 2023, 2024, 2025

#### Competizioni internazionali
- UEFA Women's Champions League: 2

Barcellona: 2022-2023, 2023-2024

### Nazionale

#### Nazionali giovanili
- Mondiali U-17: 1

2022

#### Nazionale maggiore
- UEFA Women's Nations League: 1

2023-2024

### Individuale
- Pallone d'Oro ai Mondiali U-17: 1

2022
- Squadra del torneo dei Mondiali U-17: 1

2023
- Capocannoniere del campionato europeo femminile Under-17: 1

2023 (5 reti ex aequo con Liana Joseph e Maeline Mendy (Francia))
- Golden Girl: 1

2024
- Miglior giovane Under-20 dell'anno IFFHS: 1

2024